# 微生物生態学

大皿数異常。培養により得られた細胞数は、顕微鏡下で直接観察されたものよりも桁違いに少ないです。これは、環境に応じて、微生物学者が現在の実験室の技術を使用して自然に発生する微生物の少数のみを培養することができるためです。

微生物生態学（びせいぶつせいたいがく)とは、微生物を中心とした生態学を扱う学問分野であり、微生物間の相互作用や、微生物と環境との相互作用を扱う学問分野である。環境微生物学とも言われる。英語では'Microbial Ecology'と表記させることが多い。真核生物、古細菌、細菌という分類学上の3つの主要ドメインのほか、ウイルスについても扱われる。
微生物はあらゆる環境に遍在しており、生物圏全体に影響を与えている。微生物は地球上のほぼあらゆる環境において、生物地球化学的に主要な役割を果たしており、これには例えば南極の氷床や酸性湖、熱水噴出孔、水深11,000m以上の海底といった極限環境から、人間の小腸に至るまで含まれる。微生物の細胞数は莫大であり(地球上の微生物の総量を5.0×1030細胞として計算すると、これは観測可能な宇宙の星の数より8桁も大きい数字になる）、そのバイオマスのために微生物は地球上において主要な炭素吸収源の一つとみなすことができる。微生物は炭素固定の他にも様々な集合的代謝プロセス(窒素固定、メタン代謝、硫黄代謝など)を担っており、地球規模の生物地球化学的循環を駆動している。このような様々な微生物の代謝の様相は、仮に真核生物が全く存在しないとしても、おそらく変化せずに行われるような、普遍的で永続的な現象であるとみなせる。

## 概要
微生物、特に真正細菌は他の生物と共生し、その関係が生態系に影響を与えている。生物史学上で最も重要と考えられている共生の例は、真核生物への共生微生物が葉緑体・ミトコンドリアとなったという学説、いわゆる細胞内共生説である。葉緑体の起源はシアノバクテリアの共生体だと考えられている。一説によれば、葉緑体を持つ真核生物の発生は大気中酸素が急激に増加した時期(古原生代)と一致し、その増加に貢献した。急激な大気中酸素の増加が「スノーボールアース」と呼ばれる地球全土を覆った氷河期を引き起こしたという説がある。
微生物はすべての生態系の基礎であるが、特に光が届かず光合成が行われない環境においては重要である。このような環境では、化学合成独立栄養性の微生物（栄養的分類を参照）が食物連鎖の開始の生産者として寄与し、他の生物にエネルギーと炭素を供給する。これらの化学栄養生物は、呼吸のために酸素以外の物質を電子受容体として利用することで、酸素がない環境でも生息することができる。
他の微生物は分解者であり、他の生物に由来する廃棄物(生物遺体や排泄物)を栄養塩などの物質に変換し循環させる事が出来る。これらの微生物は生物地球化学的サイクルにおいて重要な役割を果たし、特に動植物には不可能な窒素循環や硫黄循環の一環を担っている（詳しい説明は物質循環と代謝の多様性を参照）。窒素循環、リン循環、硫黄循環、炭素循環はすべて、微生物に何らかの形で依存している。たとえば、地球の大気の78%を構成する窒素ガスは、微生物による窒素固定プロセスによって生物学的に利用可能な形態に変換されるまで、ほとんどの生物が利用することができない。
また、微生物群集間では遺伝子の水平遺伝子が起きる頻度が高いため、進化学の観点からも、微生物生態学は重要である。

## 歴史
微生物は17世紀から研究されてきたが、この研究は生態学的な視点というよりは、主に生理学的な視点から行われていた。たとえば、ルイ・パスツールとその弟子たちは、陸と海の微生物分布に興味を持っていた。マルティヌス・ベイエリンク(Martinus Beijerinck)は、環境から微生物を研究する基本的な方法である集積培養法を発明した。彼はしばしば、「すべてが至る所にあるが、環境がこれを選択する('everything is everywhere, but, the environment selects')」という微生物の生物地理学的考えを表す文句で誤って引用されることがあるが、本来これはローレンス・バース＝ベッキング(Lourens Baas Becking)によって述べられた言葉である。セルゲイ・ウィノグラツキー(Sergei Winogradsky)は、医学的文脈の外で微生物を理解しようと試みた最初の研究者の1人であり、微生物生態学に取り組んだ最初の1人である。彼は化学合成を発見し、その過程でウィノグラツキーカラムを開発した。
一方でバイジェリンク(Beijerinck)とウィンドグラツキー(Windogradsky)は、微生物の生息地やその生態学的相互作用ではなく、微生物の生理学に焦点を当てた。現代の微生物生態学は、ウシ第一胃の生態系を調査したロバート・ハンガテ(Robert Hungate)と同僚たちによって開始された。第一胃の研究でHungateは嫌気性微生物を培養する技術を開発し、また環境中に生息するそれぞれの微生物種や異化経路がどの程度相対的に寄与しているのかを調べる定量的アプローチを開発した。

## 共生
微生物、特に細菌は、他の微生物またはより大きな生物との共生関係にしばしば関与する。微生物は物理的には小さい存在であるが、微生物間の共生関係は真核生物の生理生態や進化において重要になってくる。微生物が参加する共生関係の種類には、相利共生(Mutualism)、片利共生(commensalism)、寄生(parasitism)、片害共生(amensalism)などがあり、これらの関係は多くの点で生態系に影響を与える。

### 相利共生
微生物生態学における相利共生は、微生物種間や微生物種とヒトとの関係であり、双方に利益を与える形での共生形態を指す。例えば、化学相利共生(syntrophy)(または相互給餌(cross-feeding)としても知られる)が挙げられる。古典的な例としては、Methanobacterium omelianskiiがある。このコンソーシアムは、エタノール発酵微生物とメタン生成菌によって形成される。エタノール発酵微生物は、古細菌のパートナーにH2を提供する。H2は、このメタン生成菌が成長してメタンを生成するために必要である。このような化学相利共生は、さまざまな機能的特性を持つ微生物群集が生き残り、成長し、最大量のエネルギーを生産するのを助け、例えば深い地下などのエネルギー源が制限された環境で特に重要になると考えられている。嫌気的メタン酸化（AOM）は、硫酸還元菌と嫌気性メタン酸化古細菌の共生によって行われる。細菌パートナーがH2の生成に使用する反応は吸エルゴン反応であり、熱力学的には不利である。ただし、古細菌のパートナーが持つ反応系と組み合わせることで、全体的な反応は発エルゴン過程性になる。したがって、この相利共生的な関係にある2つの生物は、どちらの種だけではこの極限的な環境で成長し繁栄することができない。他の例としては、苔癬などが知られている。

### 片利共生
片利共生は微生物の世界では非常に一般的であり、語源的には「同じテーブルから食べる」ことを意味する。ある微生物集団の代謝産物は、その集団には利益や害を与えることなく、他の微生物集団によって利用される、という場合がこれに該当する。この共生関係においては、同じ化学経路を酸化方向または還元方向に反応を進めるような微生物種の「ペア」が見られることが多い。たとえば、メタン生成菌はCO2をCH4に還元してメタンを生成し、メタノトロフはメタンを酸化してCO2に戻す。

### 片害共生
片害共生（'antagonism'とも呼ばれる）は、1つの種/生物が害を受け、他の種/生物は影響を受けないタイプの共生関係である。微生物生態学における一例として、Lactobacillus caseiとPseudomonas taetrolensの関係が挙げられる。Pseudomonas taetrolensは、環境内で共存しているLactobacillus caseiが生成する乳酸の副産物が原因で、成長を阻害され、またラクトビオン酸の生産も減少する。一方でLactobacillus caseiはその副産物による影響が受けない。このような関係は片害共生とみなすことができる。

## 微生物資源
微生物生態学は、バイオテクノロジーに関わる多くの環境的および経済的課題に密接に関連している。とくに、近年登場してきた菌叢解析やメタゲノム解析などの分子生物学的な技術を利用して、微生物群集構造の経時的な変化を追跡したり生物多様性を評価したりできるようになってきた。このようにして得られる微生物生態学的な知見と生物工学的な手法を統合することによって、様々な環境問題・経済問題への取り組みがなされている。
- 二酸化炭素を隔離し過剰なメタン生成を防ぐように炭素循環を管理することは、地球温暖化を緩和する上で重要である。地球温暖化防止に対して、メタン生成菌による過剰なメタン生成を止める試みが進められている。
- 微生物間で起きる生物的な電気化学反応を利用して開発された微生物燃料セル（英：microbial fuel cell）が、新エネルギー分野の可能性を広げている。微生物燃料電池の開発によって生物エネルギーの利用可能性を拡大する研究が進められている。
- 病気に対する治療への利用も考えられている。例えば生物的防除などの文脈で、微生物資源を管理することが考えられている。
- 環境細菌叢は新規のものを含む抗生物質の貴重な情報源である。さらに、環境細菌叢では抗生物質耐性の進化的な獲得という現象も起きており、臨床分野で非常に注目を集めている分野に対しての別方向からの研究を提供するテーマにもなっている[35]。
- 有害な化学物質の分解への活用も挙げられる[36]。例えば重金属処理や農薬処理、有機系廃棄物処理、排水に含まれる油脂分解、などに関して研究が進められている。

このような新規な分野を発展させ、将来の可能性を実現するためには、微生物群集生態をよりよく理解することが必要である。

## 建造物環境下における人間との相互作用
微生物は、家やオフィス、商業センター、病院などを含む、ありとあらゆる環境に存在している。このような建築物環境における微生物の生態を明らかにすることは、公衆衛生上の大きな課題となっており、研究が進められている。例えば2016年にMicrobiome誌上で、建造環境における微生物生態学を研究するためのさまざまな研究成果が纏めて公開された。
病院中の病原菌に関して調べた2006年の研究では、その生存能力は微生物種によって異なり、数日しか生存しないものもあれば、数か月生存するものもあることが報告されている。家庭内における微生物の寿命も、同様に異なる。一般に細菌やウイルスは、湿度が10%を超える湿潤環境を必要とする。このような環境であれば、例えば大腸菌は数時間から1日程度生き残ることができる。また、胞子を形成する細菌はより長く生存でき、Staphylococcus aureusは数週間、または炭疽菌の場合は数年間生存する可能性がある。家庭では、ペットが細菌のキャリアになることがある。たとえば爬虫類は、一般的にサルモネラの保菌者となりうる。
黄色ブドウ球菌(S. aureus)は一般的に見られる微生物であり、日和見感染をすることで、人口の約30%に無症状状態で感染しコロニーを形成している。このようなコロニーを壊そうという試みはなされて来たが、限定的にしか成功した報告がない。

## 抗菌剤
一部の金属、特に銅と銀には、抗菌特性がある。人との接触面に抗菌性銅合金を使用することは、細菌の伝染を防ぐために使用され始めた21世紀の技術である。同様に、銀ナノ粒子を建物の表面や布地に組み込む応用も広くなされているが、小さな銀粒子が人間の健康に及ぼす潜在的な副作用については懸念が提起されている。